# وارازدات هارویان
وارازدات هارویان (ارمنی: Վարազդատ Հարոյան؛ متولد ۲۴ اوت ۱۹۹۲ در ایروان)، بازیکن فوتبال در پست مدافع مرکزی اهل ارمنستان می‌باشد. او هم‌اکنون کاپیتان تیم ملی فوتبال ارمنستان است.

### لیگ برتر ارمنستان
این بازیکن سابقه بازی در تیم‌های باشگاهی پاتانی و پیونیک را نیز در کارنامه دارد.

### لیگ خلیج فارس
در روز دوشنبه ۶ ژوئن ۲۰۱۶ هارویان قراردادی دو ساله با باشگاه تراکتورسازی تبریز امضا کرد اما یک روز بعد این قرارداد توسط مصطفی آجرلو، مدیریت باشگاه لغو شد و دلیل آن «اعتراض تعدادی از هواداران تراکتورسازی» اعلام شد. آجرلو در مصاحبه‌ای اعلام نمود: «از آنجا که پیوستن بازیکن تیم ملی فوتبال ارمنستان به تراکتور می‌تواند وحدت آذری‌های را تهدید کند بنابراین از خرید این بازیکن صرف نظر می‌کنیم».
جلسه‌ای بین باشگاه پدیده و ادموند اختر، مدیر برنامه‌های وارازدات هارویان برگزار شد و وی قراردادی را با پدیده خراسان برای یک فصل امضا کرد.

## باشگاهی
تا تاریخ match played ۵ آوریل ۲۰۲۱
| باشگاه               | فصل           | لیگ                | لیگ    | لیگ  | جام حذفی | جام حذفی | قاره‌ای | قاره‌ای | Other  | Other | مجموعاً | مجموعاً |
| باشگاه               | فصل           | دسته               | بازی‌ها | گل‌ها | بازی‌ها   | گل‌ها     | بازی‌ها | گل‌ها   | بازی‌ها | گل‌ها  | بازی‌ها | گل‌ها   |
| -------------------- | ------------- | ------------------ | ------ | ---- | -------- | -------- | ------ | ------ | ------ | ----- | ------ | ------ |
| باشگاه فوتبال پیونیک | ۲۰۰۹          | لیگ برتر ارمنستان  | ۵      | ۰    | ۰        | ۰        | –      | –      | ۰      | ۰     | ۵      | ۰      |
| باشگاه فوتبال پیونیک | ۲۰۱۰          | لیگ برتر ارمنستان  | ۱۷     | ۰    | ۲        | ۰        | ۱      | 0      | 0      | ۰     | ۲۰     | ۰      |
| باشگاه فوتبال پیونیک | ۲۰۱۱          | لیگ برتر ارمنستان  | ۲۷     | ۲    | ۲        | ۰        | ۲      | 0      | 0      | ۰     | ۳۱     | ۲      |
| باشگاه فوتبال پیونیک | ۱۳–۲۰۱۲       | لیگ برتر ارمنستان  | ۲۶     | ۲    | ۴        | ۰        | ۰      | 0      | –      | –     | ۳۰     | ۲      |
| باشگاه فوتبال پیونیک | ۱۴–۲۰۱۳       | لیگ برتر ارمنستان  | ۲۵     | ۲    | ۵        | ۰        | ۴      | ۰      | ۰      | ۰     | ۳۴     | ۲      |
| باشگاه فوتبال پیونیک | ۱۵–۲۰۱۴       | لیگ برتر ارمنستان  | ۲۴     | ۰    | ۵        | ۱        | ۲      | ۰      | ۰      | ۰     | ۳۱     | ۱      |
| باشگاه فوتبال پیونیک | ۲۰۱۵–۱۶       | لیگ برتر ارمنستان  | ۲۲     | ۱    | ۰        | ۰        | ۴      | ۰      | ۱      | ۰     | ۲۷     | ۱      |
| باشگاه فوتبال پیونیک | مجموع         | مجموع              | ۱۴۶    | ۷    | ۱۸       | ۱        | ۱۳     | ۰      | ۱      | ۰     | ۱۷۸    | ۸      |
| پدیده                | ۹۶–۱۳۹۵       | لیگ برتر خلیج فارس | ۲۵     | ۰    | ۰        | ۰        | –      | –      | –      | –     | ۲۵     | ۰      |
| اورال یکاترینبورگ    | ۲۰۱۷–۱۸       | لیگ برتر روسیه     | ۲۰     | ۱    | ۰        | ۰        | –      | –      | –      | –     | ۲۰     | ۱      |
| اورال یکاترینبورگ    | ۲۰۱۸–۱۹       | لیگ برتر روسیه     | ۱۶     | ۱    | ۵        | ۰        | –      | –      | –      | –     | ۲۱     | ۱      |
| اورال یکاترینبورگ    | ۲۰۱۹–۲۰       | لیگ برتر روسیه     | ۱۸     | ۱    | ۲        | ۰        | –      | –      | –      | –     | ۲۰     | ۱      |
| اورال یکاترینبورگ    | ۲۰۲۰–۲۱       | لیگ برتر روسیه     | ۱      | ۰    | ۰        | ۰        | –      | –      | –      | –     | ۱      | ۰      |
| اورال یکاترینبورگ    | مجموع         | مجموع              | ۵۵     | ۳    | ۷        | ۰        | -      | -      | -      | -     | ۶۲     | ۳      |
| Tambov               | ۲۰۲۰–۲۱       | لیگ برتر روسیه     | ۸      | ۰    | ۱        | ۰        | –      | –      | –      | –     | ۹      | ۰      |
| باشگاه فوتبال آستانه | ۲۰۲۱          | لیگ برتر قزاقستان  | ۱۳     | ۱    | ۰        | ۰        | ۰      | ۰      | ۲      | ۰     | ۵      | ۰      |
| باشگاه فوتبال کادیس  | ۲۰۲۱–۲۲       | لا لیگا            | ۰      | ۰    | ۰        | ۰        | –      | –      | –      | –     | ۰      | ۰      |
| مجموع باشگاهی        | مجموع باشگاهی | مجموع باشگاهی      | ۲۴۷    | ۱۱   | ۲۶       | ۱        | ۱۳     | ۰      | ۵      | ۰     | ۲۸۹    | ۱۲     |

## ملی
وی همچنین در زیر ۱۹ سال ارمنستان، زیر ۲۱ سال ارمنستان و تیم ملی فوتبال ارمنستان بازی کرده‌است. هارویان نخستین بازی ملی خود را که یک بازی دوستانه بود در تاریخ ۱۰ اوت ۲۰۱۱ مقابل لیتوانی انجام داد. نخستین بازی رسمی وی در تاریخ ۱۱ ژوئن ۲۰۱۳ در مقابل تیم ملی فوتبال دانمارک انجام شد که در آن بازی تیم ملی فوتبال ارمنستان در مقابل حریف با نتیجه ۴–۰ به برتری رسید.
وی ۱۶ بازی ملی در کارنامه دارد.
تا تاریخ match played 3۱ مارس ۲۰۲۱

### آمار تیم ملی
| تیم ملی                 | سال   | بازی ها | گل‌ها |
| ----------------------- | ----- | ------- | ---- |
| تیم ملی فوتبال ارمنستان | ۲۰۱۱  | ۱       | ۰    |
| تیم ملی فوتبال ارمنستان | ۲۰۱۲  | ۱       | ۰    |
| تیم ملی فوتبال ارمنستان | ۲۰۱۳  | ۵       | ۰    |
| تیم ملی فوتبال ارمنستان | ۲۰۱۴  | ۹       | ۰    |
| تیم ملی فوتبال ارمنستان | ۲۰۱۵  | ۲       | ۰    |
| تیم ملی فوتبال ارمنستان | ۲۰۱۶  | ۸       | ۱    |
| تیم ملی فوتبال ارمنستان | ۲۰۱۷  | ۵       | ۱    |
| تیم ملی فوتبال ارمنستان | ۲۰۱۸  | ۱۰      | ۰    |
| تیم ملی فوتبال ارمنستان | ۲۰۱۹  | ۹       | ۰    |
| تیم ملی فوتبال ارمنستان | ۲۰۲۰  | ۵       | ۰    |
| تیم ملی فوتبال ارمنستان | ۲۰۲۱  | ۳       | ۱    |
| Total                   | Total | ۵۸      | ۳    |

### گل‌های ملی
Scores and results list Armenia's goal tally first, score column indicates score after each Haroyan goal.
| شماره | تاریخ          | ورزشگاه                                          | حریف      | گل زده | نتیجه | رقابت                                              |
| ----- | -------------- | ------------------------------------------------ | --------- | ------ | ----- | -------------------------------------------------- |
| 1     | ۱۱ نوامبر ۲۰۱۶ | ورزشگاه جمهوریت وازگن سارگسیان، ایروان، ارمنستان | مونته‌نگرو | 2–2    | 3–2   | مرحله مقدماتی جام جهانی فوتبال ۲۰۱۸ – گروه E اروپا |
| 2     | ۱۳ نوامبر ۲۰۱۷ | ورزشگاه جمهوریت وازگن سارگسیان، ایروان، ارمنستان | قبرس      | 2–0    | 3–2   | بازی دوستانه                                       |
| 3     | ۳۱ مارس ۲۰۲۱   | ورزشگاه جمهوریت وازگن سارگسیان، ایروان، ارمنستان | رومانی    | 2–2    | 3–2   | 2022 FIFA World Cup qualification                  |

## افتخارات

### باشگاهی
پیونیک
- لیگ برتر فوتبال ارمنستان (۲): ۲۰۰۹, ۲۰۱۰
- جام استقلال ارمنستان (۱): جام استقلال ارمنستان (۲۰۰۹), ۲۰۱۰
- سوپر جام فوتبال ارمنستان (۲): ۲۰۱۰، ۲۰۱۱
- سوپر جام فوتبال ارمنستان نایب قهرمانی (۱): ۲۰۰۹

## یادداشت
1. 1 2 3 4 5 6  بازی‌ها در سوپر جام فوتبال ارمنستان
2. 1 2 3  بازی‌ها در لیگ قهرمانان اروپا
3. 1 2 3  بازی‌ها در لیگ اروپا
4. ↑  بازی‌ها در لیگ کنفرانس اروپا
5. ↑  بازی‌ها در سوپر جام فوتبال قزاقستان